# オウゴンオニクワガタ
オウゴンオニクワガタ（黄金鬼鍬形、Allotopus rosenbergi）は、昆虫綱甲虫目クワガタムシ科オウゴンオニクワガタ属に分類されるクワガタムシである。
愛好家や専門の書籍では、原亜種のモーレンカンプオウゴンオニクワガタやその亜種と区別するためにローゼンベルグオウゴンオニクワガタと呼称することが多い。

## 分布
インドネシア（ジャワ島西部）固有種。

## 形態
体長3.6-8.2cm。全身は黄金色の外骨格で覆われる。湿度が高くなると体色が黒く変化する。
オスの大顎は長く、基部は太い。大顎は一度内側へ向かった後、外側へ向かい上方へ反り上がる。大顎には内側に鋸状の突起（内歯）が見られる。オスの大型個体は先端部のみに内歯がある。

## 生態
標高1000-2000mの熱帯高地照葉樹林に生息し、標高1400-1800mに多い。夜行性で、灯火に飛来することがある。朽木割りで幼虫、蛹、成虫を採集する方法が広く知られるようになる前は採集される個体のほとんどは灯火に飛来したものであった。
成虫はロタン（籐）の若い茎や広葉樹の枝を齧って樹液を摂食するが、樹液に集まった個体を発見、採集することは稀である。
メスはサルノコシカケ科のキノコによって腐朽したマテバシイ属などの朽ち木に深さ6-10cmほどの孔を掘って潜り込み、孔の奥に産卵する。幼虫はそれら朽木を食べ、立枯れと倒木のどちらからも発見される。

## 生活環
生後6-8ヶ月程で蛹になる。オスよりもメスの方が幼虫期間は短い。蛹化後1ヶ月程で羽化し成虫になる。成虫の寿命は3-6ヶ月。

## 人間との関係
ペットとして飼育されることもあり、日本にも輸入されている。その形態や体色から人気が高い。しかし、標高の高い場所に生息するため高温に弱いことや産卵習性や幼虫の詳細な食性が最近まで解明されなかったことから、飼育が難しく繁殖個体が出回ることも稀だった。近年では本種の生態に対する理解や産卵床としての霊芝材の有効性が解明されたことから、飼育下繁殖個体を見かける機会も増えた。